# Union Street (stacja metra)
Union Street – stacja metra nowojorskiego, na linii D, N i R. Znajduje się w dzielnicy Brooklyn, w Nowym Jorku i zlokalizowana jest pomiędzy stacjami Atlantic Avenue – Pacific Street i Ninth Street. Została otwarta 13 września 1915.